# Killian Peier
Killian Peier (La Sarraz, 28 marzo 1995) è un saltatore con gli sci svizzero.

## Biografia
In Coppa del Mondo ha esordito il 9 febbraio 2013 a Willingen, terminando decimo nella gara a squadre. In carriera ha partecipato a quattro edizioni dei Campionati mondiali, vincendo la medaglia di bronzo nel trampolino lungo a Seefeld in Tirol 2019. L'8 dicembre 2019 ha ottenuto a Nižnij Tagil il suo primo podio in Coppa del Mondo (2º); ai XXIV Giochi olimpici invernali di Pechino 2022, suo esordio olimpico, si è classificato 37º nel trampolino normale, 27º nel trampolino lungo e 8º nella gara a squadre e ai successivi Mondiali di volo di Vikersund 2022 si è piazzato 31º nella gara individuale. Ai Mondiali di Planica 2023 è stato 33º nel trampolino normale, 47º nel trampolino lungo e 6º nella gara a squadre e a quelli di Trondheim 2025 si è classificato 41º nel trampolino normale, 20º nel trampolino lungo, 9º nella gara a squadre e 11º nella gara a squadre mista.

## Palmarès

### Mondiali
- 1 medaglia:
  - 1 bronzo (trampolino lungo a Seefeld in Tirol 2019)

### Coppa del Mondo
- Miglior piazzamento in classifica generale: 16º nel 2022
- 1 podio (individuale):
  - 1 secondo posto

### Summer Grand Prix
- Miglior piazzamento in classifica generale: 29º nel 2016
- 1 podio (individuale):
  - 1 terzo posto